# Sulfeto de potássio
Sulfeto ou sulfureto de potássio é o composto inorgânico de fórmula química K2S. Este sólido incolor quando puro é raramente encontrado, porque reage rapidamente com água, produzindo bissulfeto (KSH) e hidróxido de potássio (KOH).

## Estrutura
O K2S adota a "estrutura antifluorita", o que significa que os pequenos íons K+ ocupam os sítios tetraédricos fluoreto (F−) na fluorita CaF2, e o íon maior de sulfeto (S2−) ocupa os sítios para Ca2+, octa-coordenados. O Li2S, o Na2S, e o Rb2S cristalizam-se similarmene.

## Síntese e reações
Pode ser produzido por aquecimento de K2SO4 com carbono (coque):
K2SO4  +  4 C  →  K2S  +  4 CO
Em laboratório, uma variedade de métodos existem.  K2S forma-se da reação entre enxofre e potássio. No laboratório, esta síntese é usualmente conduzida pela combinação de uma solução de potássio em amônia anidra com o enxofre elementar.
Outro método de obter-se K2S em laboratório envolve a reação de permanganato de potássio e enxofre elementar:
2 KMnO4  +  S   →   K2S  +  2 MnO2  +  2 O2
Sulfeto é altamente básico, consequentemente K2S hidrolisa completa e irreversivelmente em água de acordo com a seguinte equação:
K2S  +  H2O  →  KOH  +  KSH
Para muitos propósitos, esta reação é inconsequente dado que a mistura de SH− e OH− comporta-se como uma fonte de S2−. Outros sulfetos de metais alcalinos comportam-se similarmente.